# Мала Страна

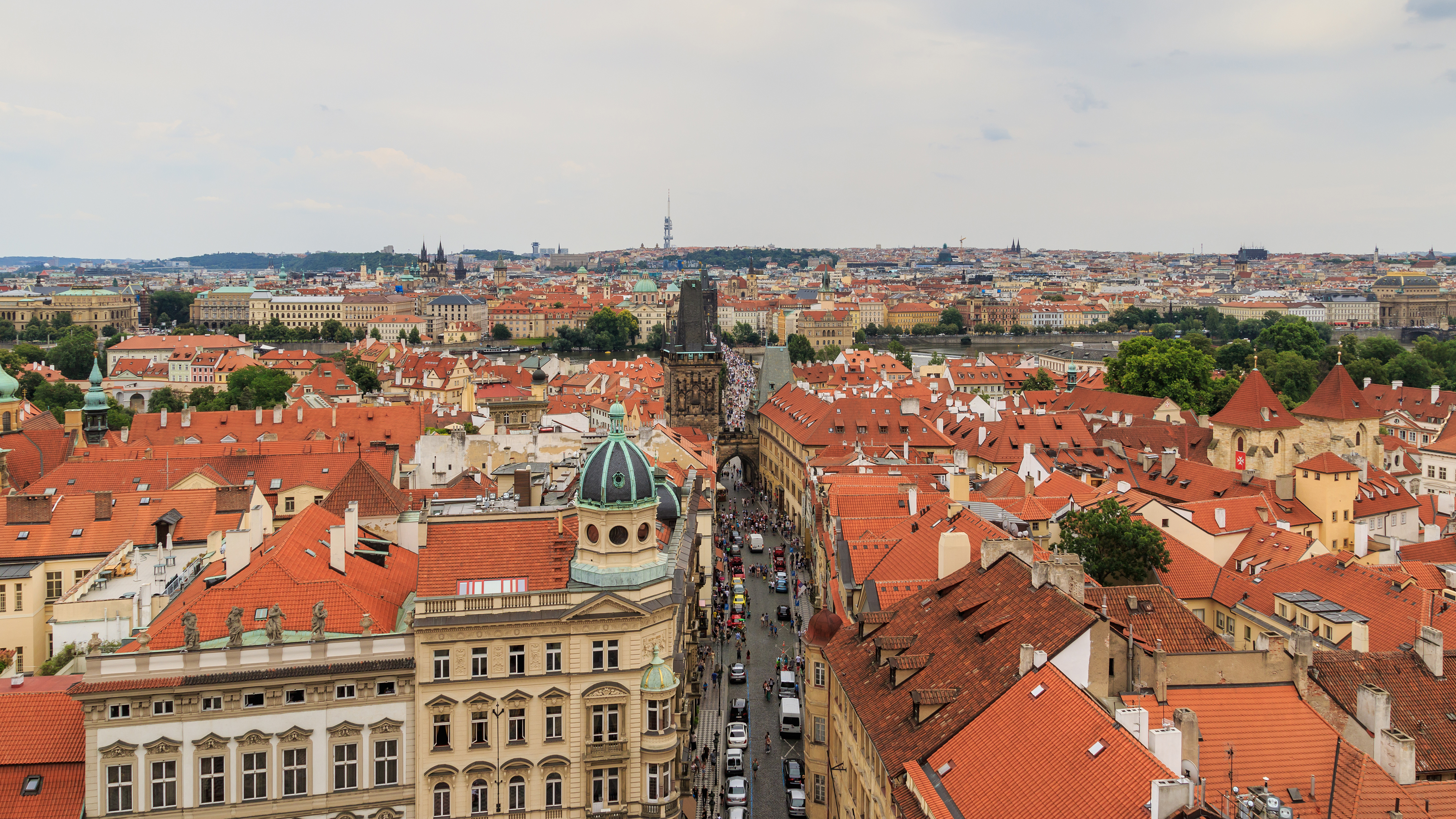
Вид Малої Страни в бік Старого Мєста.

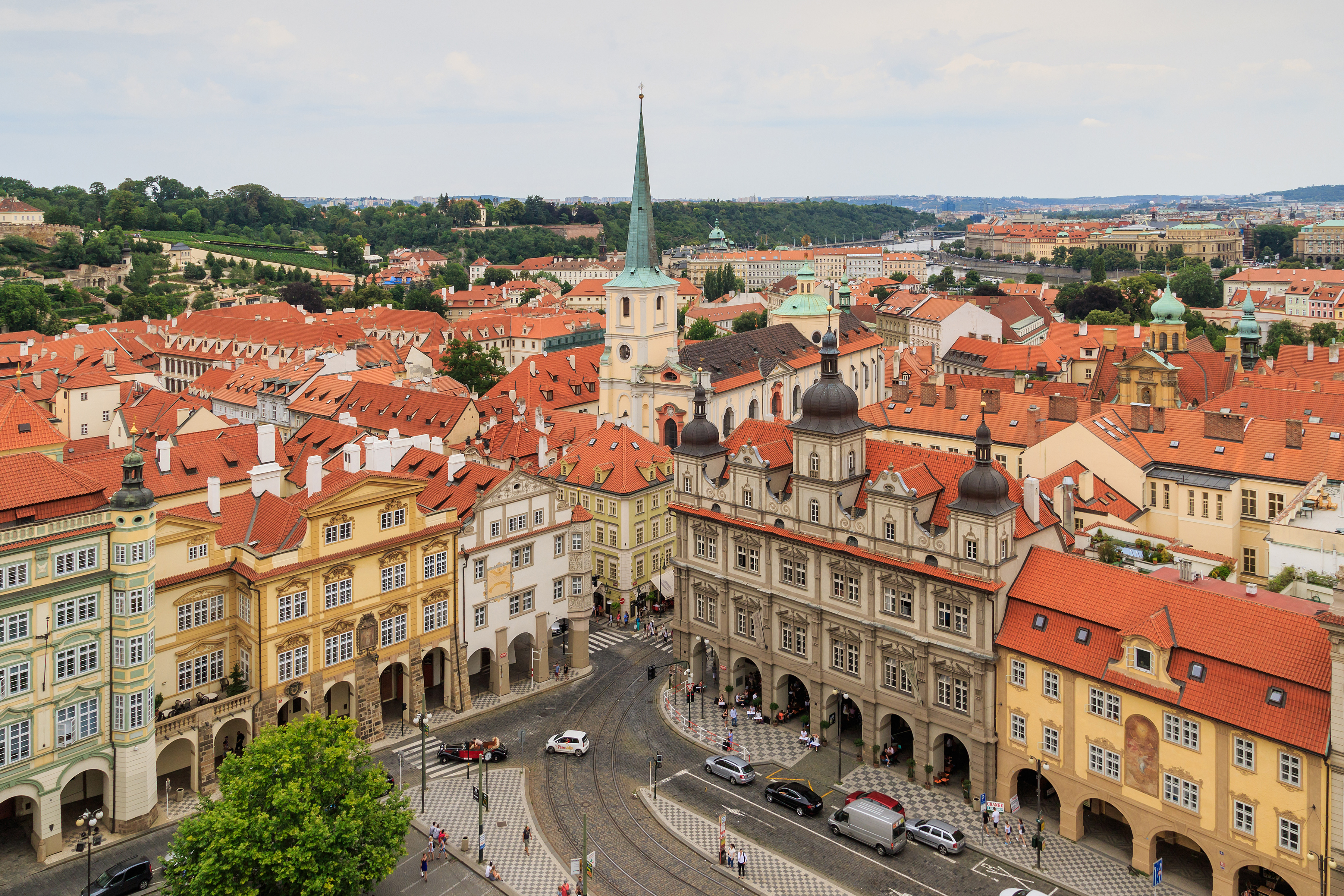
Західний бік Малостранської площі

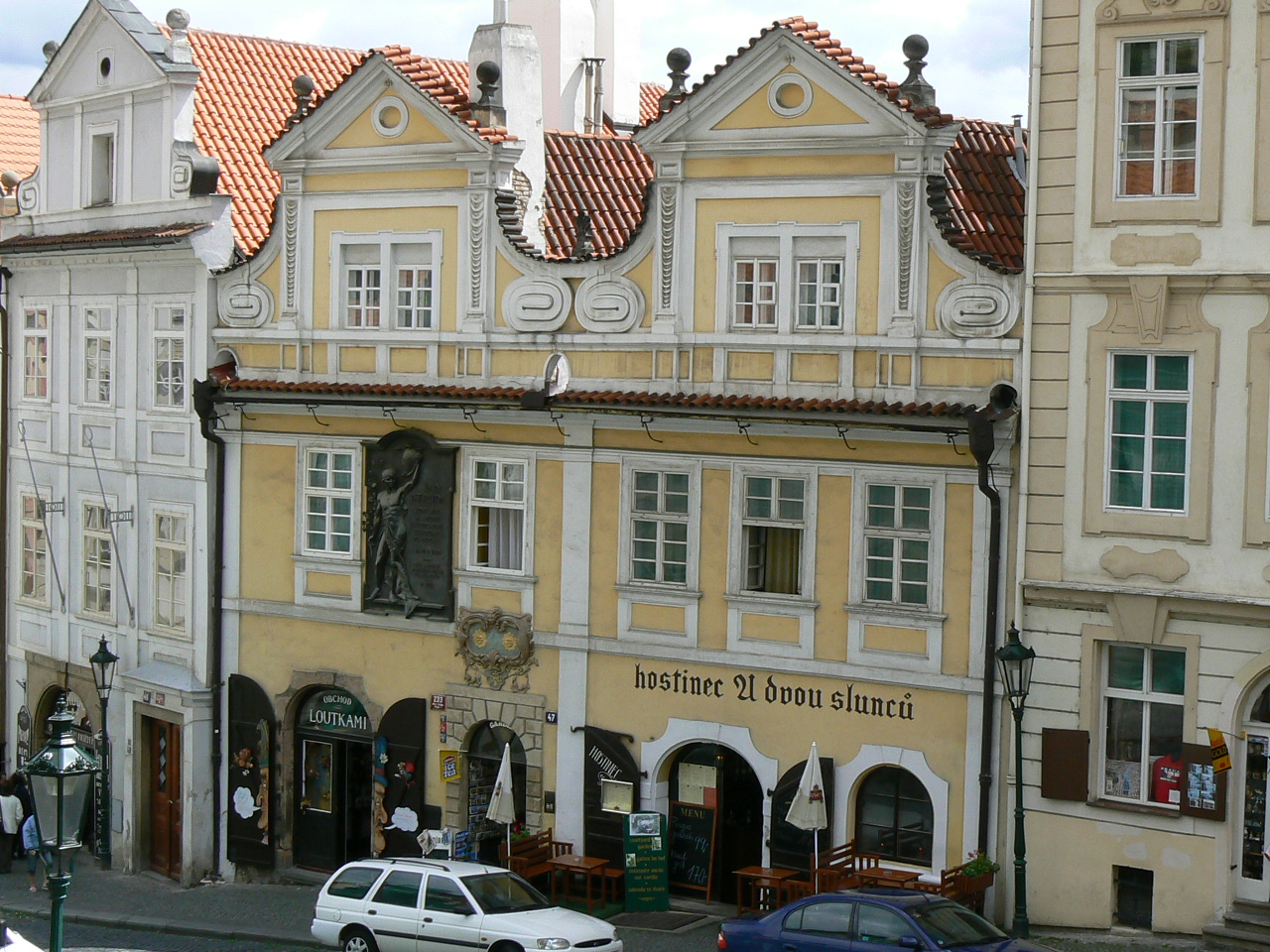
Будинок на вулиці Нерудовій, де жив Ян Неруда

Ма́ла Стра́на (чеськ. Malá Strana) — історичний район столиці Чехії міста Праги, це Празький малий град перед великим градом.

## Розташування і загальні дані
Кадастровий район Мала Страна (адміністративно належить до Праги 1) розташований на лівому березі Влтави нижче Градчан, просто навпроти Старого Міста, з яким поєднаний Карловим мостом.
Вузькі середньовічні вулиці, площі й сади Малої Страни розташовані біля підніжжя двох пагорбів: пагорб, на якому стоїть Празький град, є природною північною межею району, з півдня такою границею є порослий деревами Петршин.
На Малій Страні розташовані площі — Малостранська (чеськ. Malostranské náměstí), Мальтійська (чеськ. Maltézské náměstí), Дражицького (чеськ. Dražického náměstí), Вальдштейна (чеськ. Valdštejnské náměstí), Велкопршеворська (чеськ. Velkopřevorské náměstí), місцини Кампа (чеськ. Kampa) і Кларов (чеськ. Klárov).
Площа Малої Страни становить 1,37 км², населення (станом на 16 жовтня 2006 року) — 6 445 осіб.

## Історія
Свідчення про перші поселення на Малій Страні, а са́ме — в районі сьогоднішньої вулиці Мостецької та Малостранської площі, відносяться до 1-го тисячоліття нашої ери.
У 1257 році правитель Пржемисл Отакар II заснував «Малий град празький», і за його наказом був зведений міський фортечний мур та оборонні укріплення.
За правління Карла IV цей район був у південній частині значно розширений і закінчувався біля Петршина, а 1360 року його оточили стіною, що дістала назву «Голодна» (чеськ. Hladová zeď «Голодна стіна»).
Оскільки Мала Страна являла собою стратегічно важливе місце для захисту граду, під час Гуситських війн її декілька разів спустошували. Ворожі табори навмисно знищували будівлі, аби неприятель не міг виявити в них схованки. Мала Страна, а за нею Празький град вщент вигоріли під час великої пожежі 2 червня 1541 року.
У Новий час Мала Страна стала престижним районом пишних барокових палаців і будинків, місцем розташування іноземних представництв, проживання празької богеми. Ще до II Світової війни значну частину місцевих жителів складали німці.
На Малій Страні проживало чимало видатних діячів чеської і світової культури, вчених і політиків: Карел Чапек (вул. Річкова/Říční ul.), Йосиф Добровський, Владімір Голан, Ян Веріх (Jan Werich, будинок «На Кампі» / dům Na Kampě), Йоахім Барранд (Joachim Barrande), Едуард Воян (Eduard Vojan), Їржі Трнка (Jiří Trnka, вул. Грознова / Hroznová ul.) тощо. Знаний чеський письменник Ян Неруда присвятив Малій Страні свої «Малостранські оповідки» (чеськ. Povídky malostranské), що барвисто описують тутешні життя і побут у середині XIX століття. Згодом вулиця, що веде до Празького граду, на якій жив Неруда, була перейменована на Нерудову (чеськ. Nerudova ulice); тут же розташований будинок «У двох Сонць» (чеськ. Dům U Dvou slunců), в якому письменник проживав.
| Панорама замку Мальборк                  |
| Панорама Малої Страни з пагорба Петршин. |

## Важливі історико-культурні місця та пам'ятки

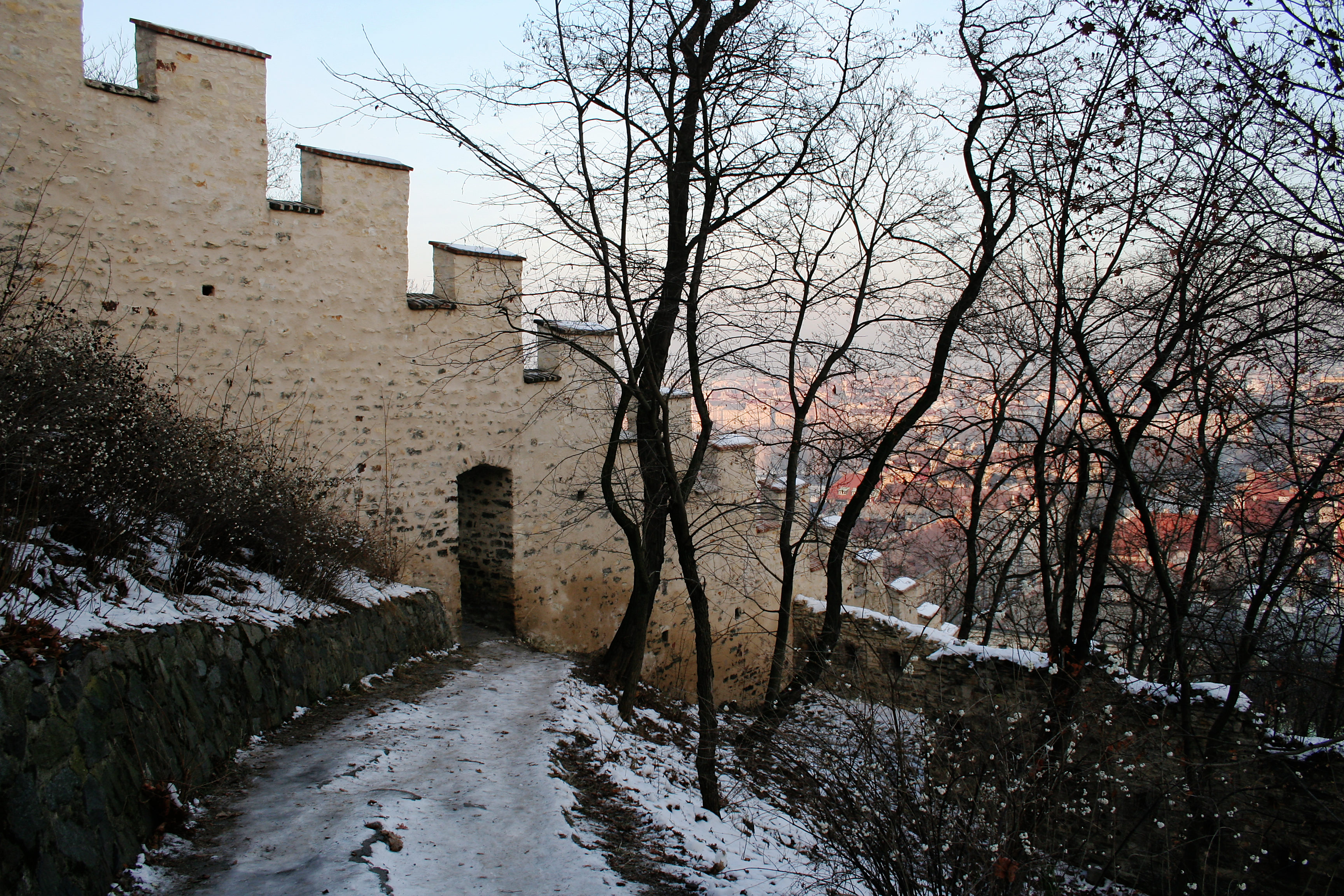
Середньовічні мури «Голодна стіна»

Малою Страною проходила так звана королівська дорога (чеськ. královská cesta), тут же розташовані як старі замкові (чеськ. staré zámecké schody), так і актуальні замкові сходи (чеськ. zámecké schody) до Празького града, а також старі фортечні мури (чеськ. Hladová zeď «Голодна стіна»).
Серед садів Малої Страни своїми площею та значенням виділяються Воянові сади (чеськ. Vojanovy sady), палацовий парк під Празьким градом (чеськ. Palácové zahrady pod Pražským hradem), Вртбовський парк навколо однойменного палацу.
Цікаві історико-культурні та архітектурні пам'ятки Малої Страни:
- Храм Діви Марії Переможної і Святого Антонія Падуанського, монастир Святого Немовляти;
- Малостранські ратуша і товариство «беседа» (чеськ. Malostranská radnice, Malostranská beseda);
- Вртбовський палац (чеськ. Vrtbovský palác);
- Вальдштейнський палац (чеськ. Valdštejnský palác);
- Костел святого Мікулаша на Малій Страні (чеськ. kostel sv. Mikuláše na Malé Straně);
- Музей чеської музики (чеськ. České muzeum hudby) — відділ Національного музею, міститься в колишньому костелі св. Марії Магдалини (чеськ. kostel sv. Maří Magdalény);
- низка історичних будинків, в тому числі тих, де жили представники національної інтелігенції — будинок «У двох Сонць» (чеськ. Dům U Dvou slunců), де жив Я. Неруда; будинок Йосифа Добровського «Веріхова вілла» (чеськ. Werichova vila) тощо;

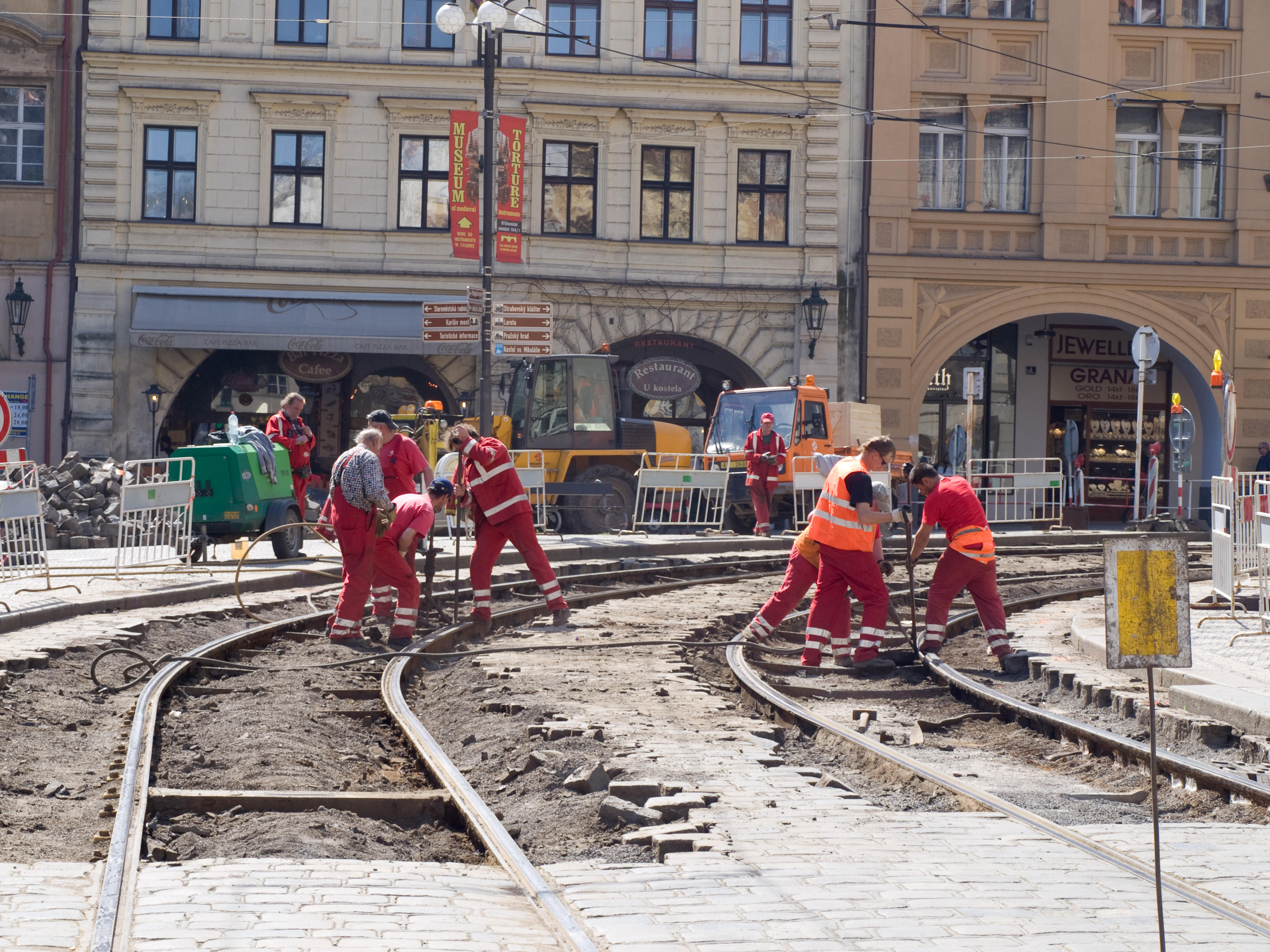
Тривають дорожні роботи з ремонту колій трамваю на Малостранській площі, 23 квітня 2010

- стара Герґетова цегельня (чеськ. Hergetova cihelna);
- Петршинська вежа (чеськ. Petřínská rozhledna).

## Транспорт
Через Малу Страну прокладено лівобережну трамвайну лінію Празького трамваю (маршрути № 12, 20, 22, 57 та сезонний № 91), що пролягає з Уєзда (чеськ. Újezd) вулицею Гелліховою чеськ. Hellichová на Малостранську площу, далі колія минає територією Оттінґенського палацу (чеськ. Oettingenský palác) та Летенською вулицею (чеськ. Letenská) до станції Празького метра «Малостранська», що розміщена вже в місцевості Кларов. Таким чином зупинки трамваю на Малій Страні — Újezd, Hellichova, Malostranské náměstí та Malostranská.
На малостранському Уєзді є нижні станції Празького фунікулеру, що ведуть на Петршин.
До історичного центру Малої Страни ведуть вузькі вулиці, тому вантажівки тут не проїжджають, та й легковики раніше опинялися в заторах. Від листопаду 2007 року на Малій Страні була розширена зона платного паркування на правобережжі Праги-1. Частину транспортного потоку також допоміг відвести Страговський тунель (чеськ. Strahovský tunel).

## Галерея

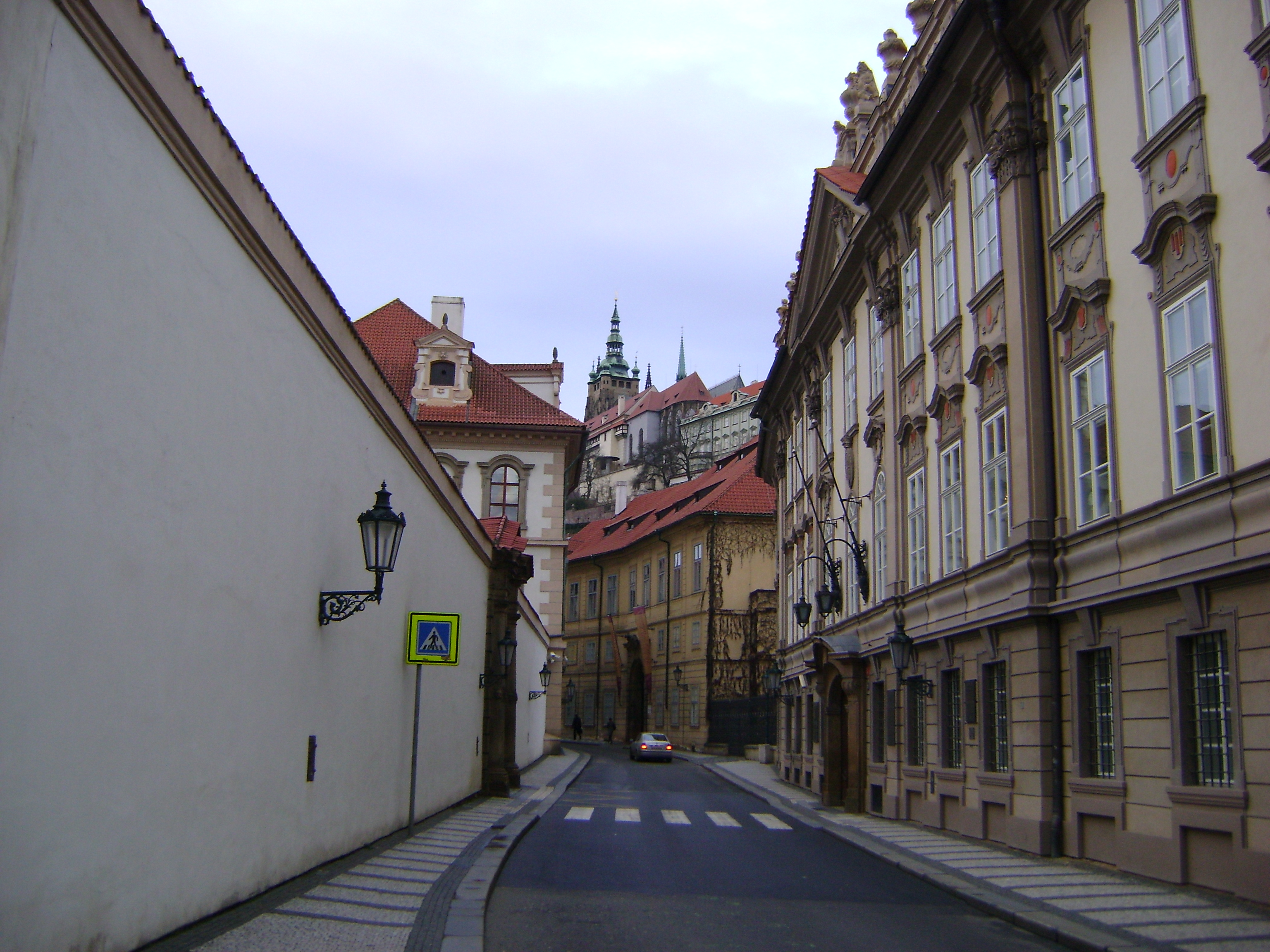
Вулиця на Малій Страні.
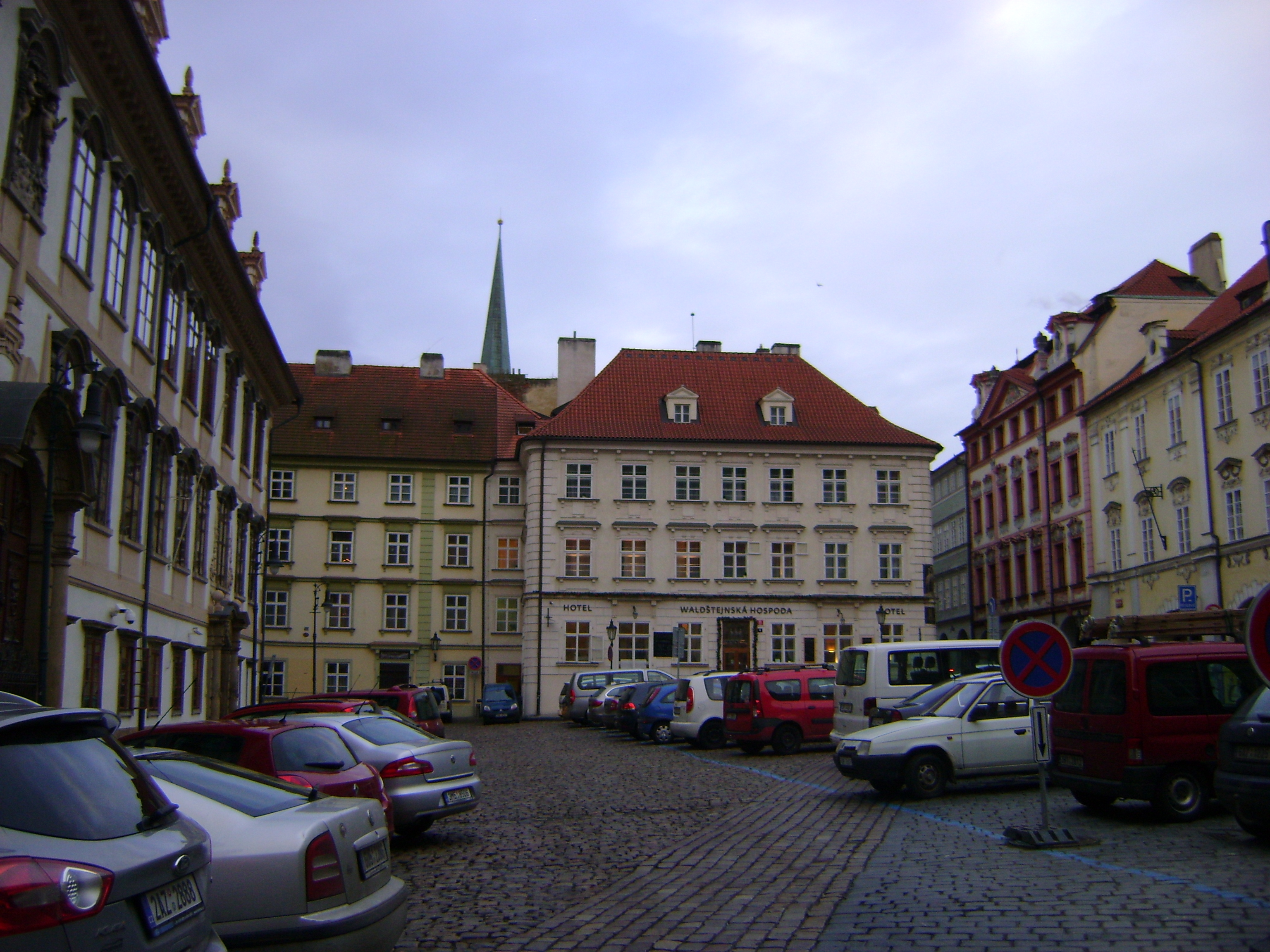
Площа на Малій Страні.
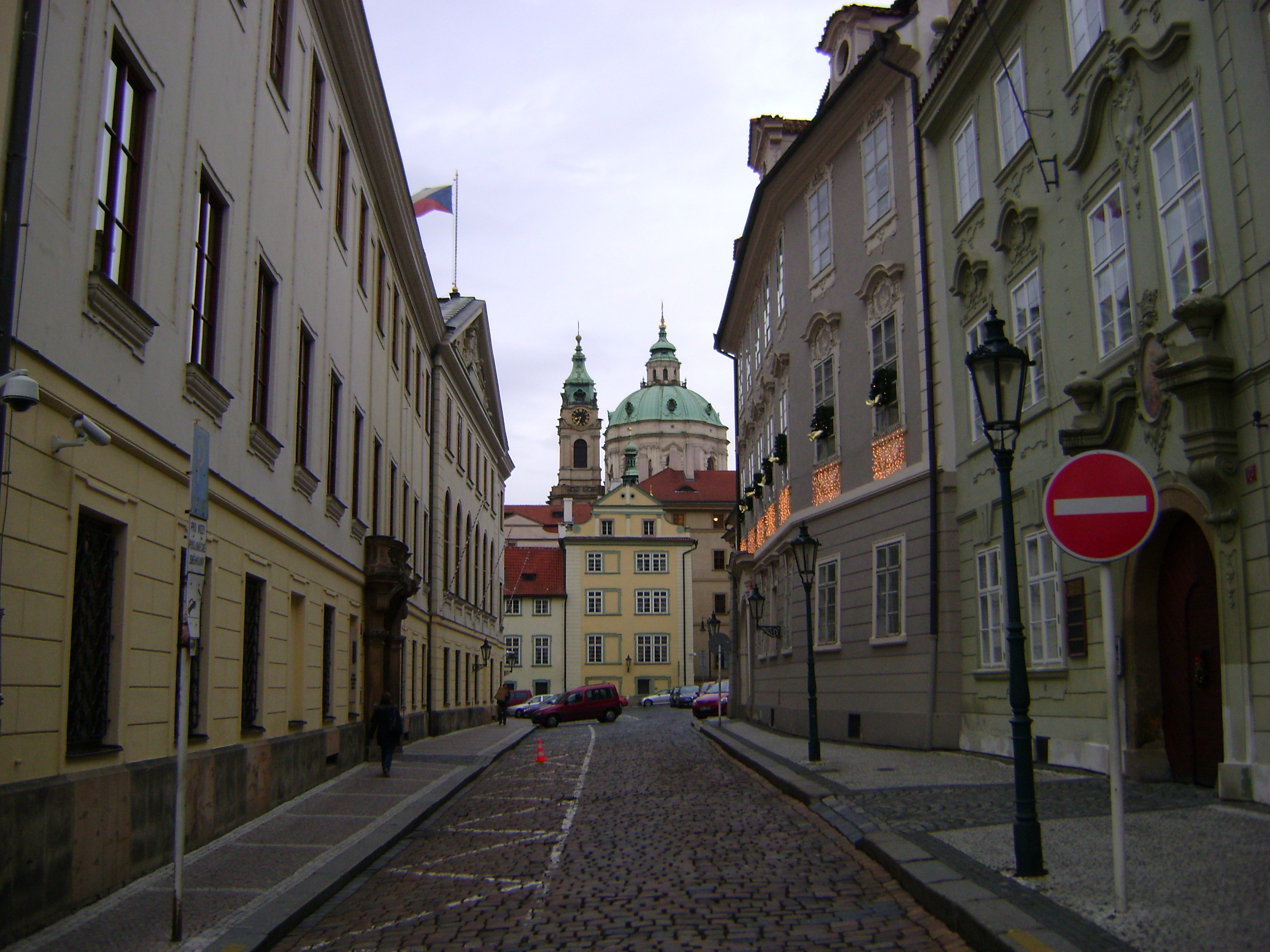
Урядовий будинок на Малій Страні.
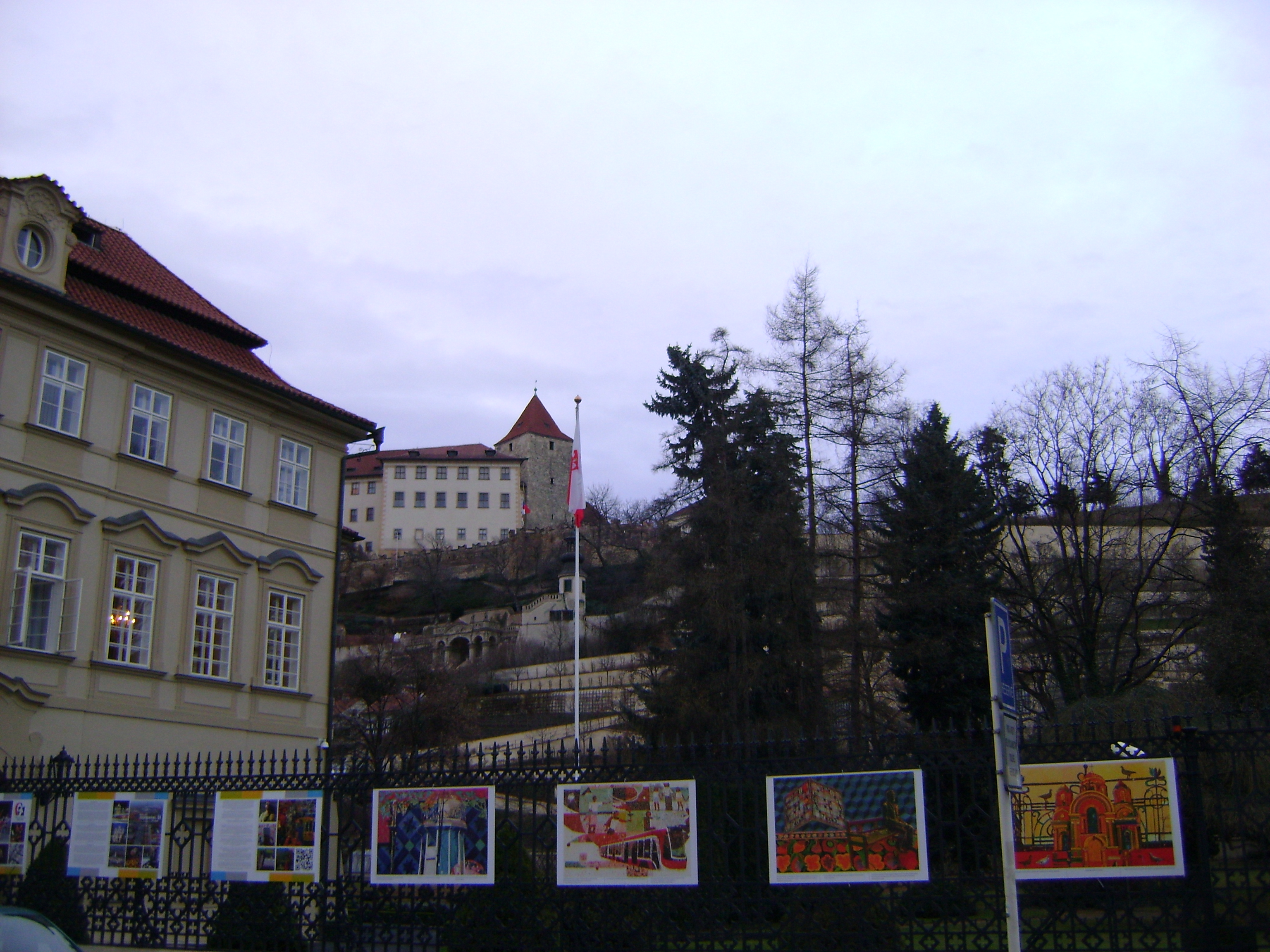
Польське посольство у Празі.
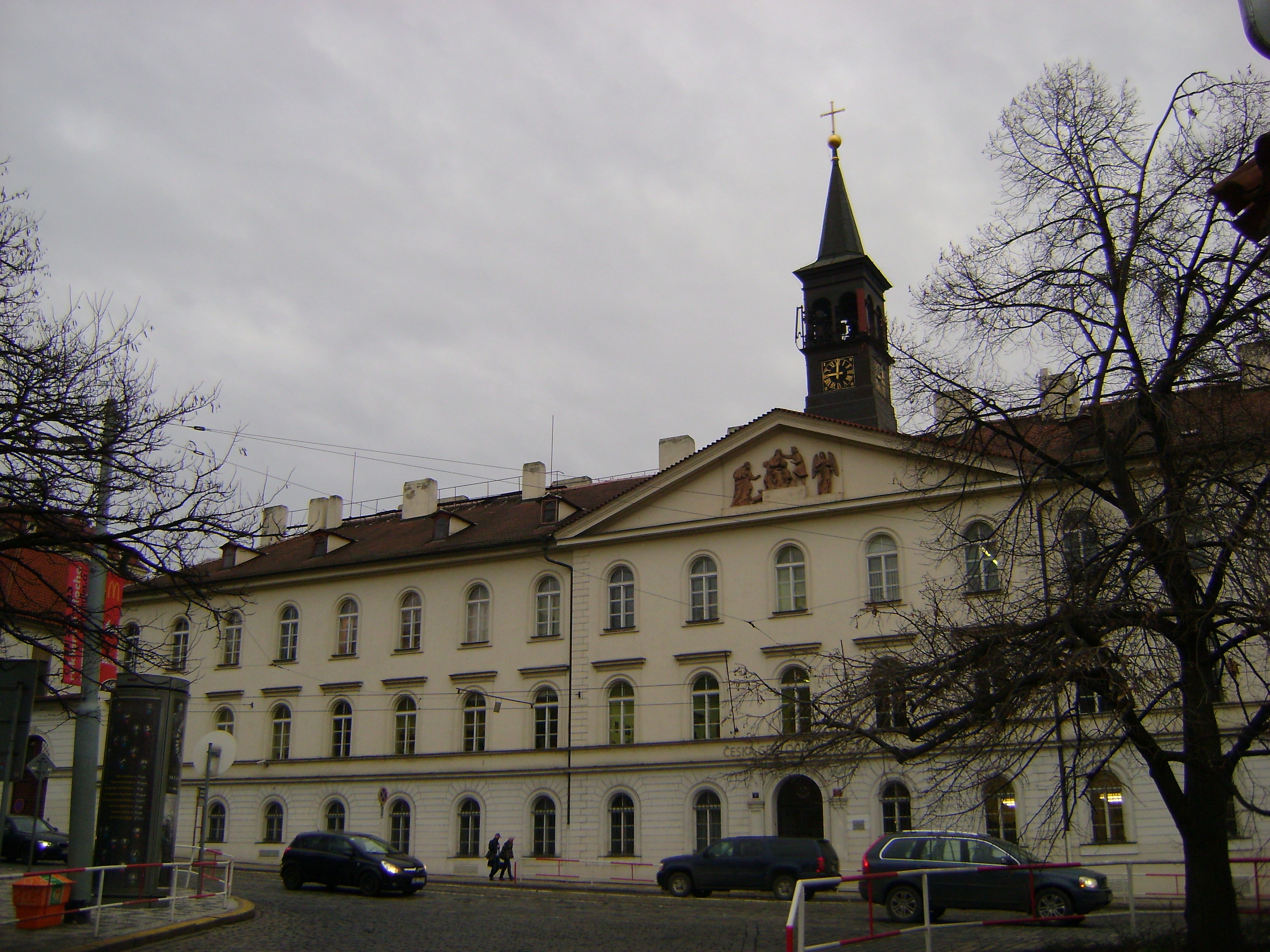
Неподалік від станції метро «Малостранська».
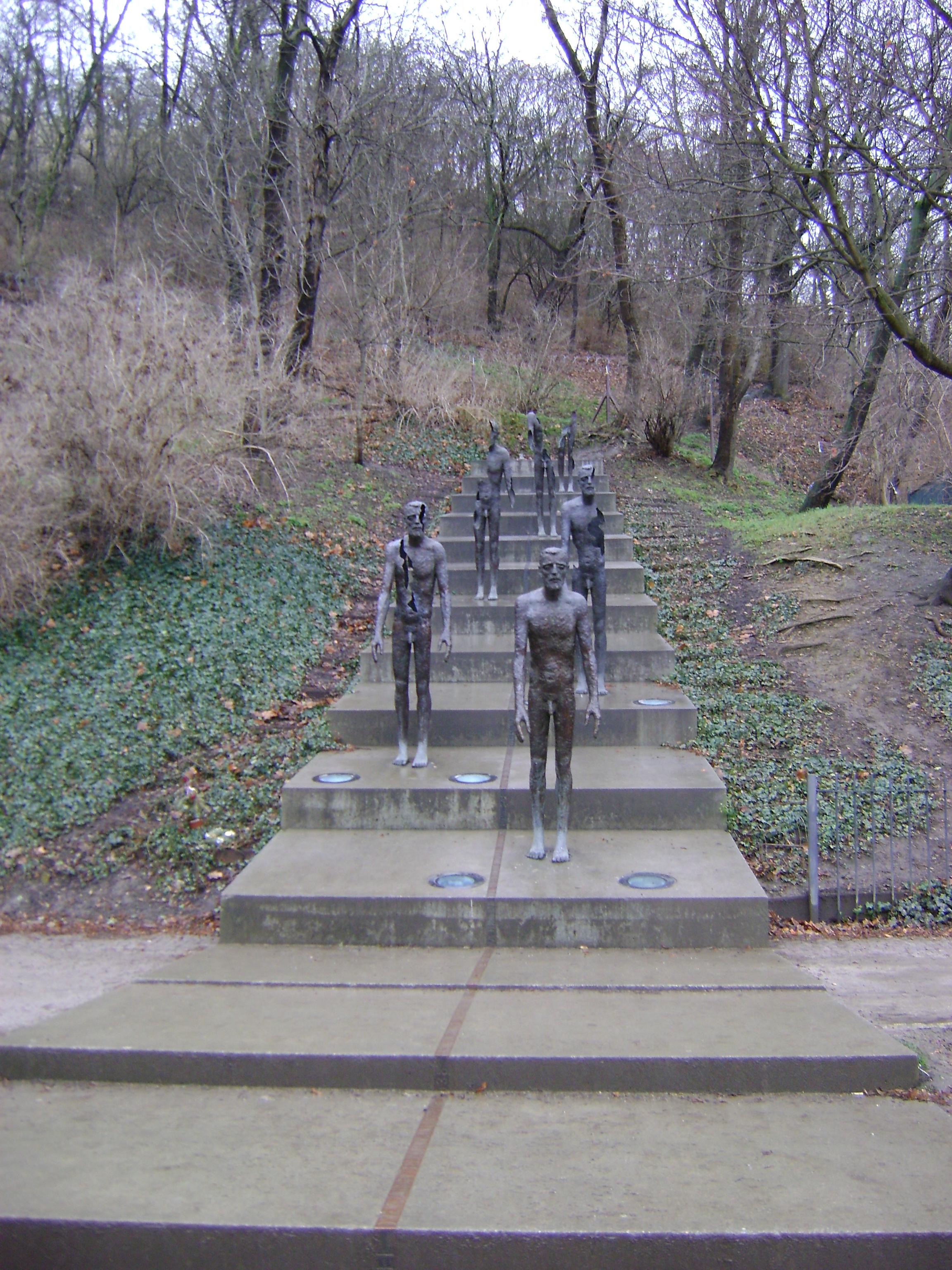
Пам'ятник жертвам комунізму на Малій Страні.